# Oración adversativa
Las oraciones adversativas son oraciones compuestas en las que se contraponen en forma parcial o total dos oraciones o términos sintácticos .
Este tipo de oraciones utilizan una conjunción adversativa para unir sus partes, como por ejemplo: pero, aunque, sin embargo, no obstante, sino que, excepto.

## Ejemplos
- Iría contigo, pero no puedo.
- El contrato había mejorado mucho sus condiciones, no obstante, no fueron aceptadas.
- Piensan casarse, pero no saben cuándo.
- Estamos en invierno, pero ayer hizo calor.
- No es carpintero, sino albañil.
- Se preparó, pero no aprobó.
- Lo busque, pero no lo encontré.